# Clemente María Hofbauer
Clemente María Hofbauer (Tasovice, distrito de Znojmo, Moravia, 26 de diciembre de 1750 - Viena, 16 de marzo de 1820) fue un presbítero austríaco, de la Congregación del Santísimo Redentor, impulsor de la difusión de esta congregación religiosa en Austria y Polonia. Es venerado como santo por la Iglesia católica.

## Biografía
Nacido en Tasovice (entonces Tasswitz) en 1750, fue bautizado como Jan Dvořák. Fue el noveno de doce hijos de Maria Steer y Paul Hofbauer (realmente, Pavel Dvořák, que cambió su apellido moravo por el equivalente en alemán "Hofbauer"). De joven se hizo eremita y adoptó el nombre de Clemente María. Admirador de la espiritualidad y los escritos de San Alfonso María de Ligorio, ingresó en la Congregación del Santísimo Redentor.
Vivió en Varsovia durante veinte años, consiguiendo difundir la orden, en la que ingresan numerosos candidatos, mediante la fundación de nueve comunidades, especialmente en Polonia, y las misiones populares. Ejerció una profunda influencia en la vida religiosa de la época, como representante de la reacción religiosa romántica que se dio en el primer tercio del siglo XIX, como respuesta al anticlericalismo anterior. Contribuyó a que el josefinismo, movimiento político en el Imperio austríaco que quería someter la Iglesia al poder político, no se impusiera definitivamente. 
En 1806, Napoleón Bonaparte lo expulsa y dispersa la congregación. Desde su residencia de Viena, continuará como guía espiritual, ya sea de religiosos como de intelectuales y artistas, ya que, como Varsovia, a Viena se supo rodear de los mejores artistas y músicos para la liturgia. Muere en marzo de 1820; un mes más tarde, a instancias del papa Pío VII, el emperador Francisco I de Austria firma el decreto autorizando de nuevo la actividad de los redentoristas.

## Veneración
Fue beatificado por León XIII el 29 de enero del 1888; el 20 de mayo de 1909 fue canonizado por Pío X, que en 1914 lo proclamó santo patrón de la ciudad de Viena.